# Enslövs församling
Enslövs församling är en församling i Halmstads och Laholms kontrakt i Göteborgs stift. Församlingen ligger i Halmstads kommun i Hallands län. Församlingen ingår i Getinge-Oskarströms pastorat.

## Administrativ historik
Församlingen har medeltida ursprung. Församlingen ingick tidigt i pastorat med Breareds församling, för att senare från omkring 1590 till 2014 utgöra ett eget pastorat. 1957 utbröts Oskarströms församling ur både denna och Slättåkra församling. Från 2014 ingår församlingen i Getinge-Oskarströms pastorat.
Före 1957 var församlingen delad av kommungräns och därför hade den två församlingskoder, 131402 för delen i Enslövs landskommun och 136002 för delen i Oskarströms köping.

## Kyrkor
- Enslövs kyrka
- Skavböke kapell
- Nissaströms kyrka (geografiskt inom församlingen men tillhör Halmstads pastorat)